# Ястребов, Иван Павлович
Иван Павлович Я́стребов (1911—2002) — советский металлург и партийный деятель, организатор отечественной тяжёлой промышленности и энергетики. Один из создателей каски СШ-40.

## Биография
Родился 20 января 1911 года в городе Сулин (ныне Красный Сулин, Ростовская область).
Отец Павел Александрович (ум. 1921) был мастером на металлургическом заводе в Выксе, затем семья переехала в Сулин, где у Павла Александровича с женой Агриппиной Яковлевной родился пятый сын Иван. В том же 1911 году семья вернулась в Выксу.
В 1928 году И. П. Ястребов окончил ФЗУ и начал работать слесарем в депо железнодорожного цеха Выксовского металлургического завода. В том же году по комсомольской путёвке был направлен на рабфак при Институте имени К. Либкнехта, который курировала МГА. Учился в Институте им. К. Либкнехта до сентября 1931 года. В 1931—1936 годах был студентом УПИ имени С. М. Кирова, по окончании которого получил диплом инженера-механика.
После завершения учёбы был направлен на Лысьвенский металлургический завод, где прошёл путь от мастера до начальника технического отдела — заместителя главного инженера завода.
Член ВКП(б) с 1941 года. С 1946 года на партийной работе: парторг на Лысьвенском металлургическом заводе (1946—1950), в 1950—1951 годах первый секретарь Лысьвенского горкома КПСС (1950—1951), заведующий отделами в Молотовском (Пермском) обкоме партии (1951—1953), Первый секретарь Молотовского (Пермь) горкома КПСС (1953—1954).
С 1954 года в Отделе тяжелой промышленности и энергетики (до 1983 года отдел тяжёлой промышленности) ЦК КПСС: заместитель заведующего (1954—1962), первый заместитель заведующего (1962—1984), заведующий Отделом (1984—1989).
Член ЦРК КПСС (1971—1981), кандидат в члены ЦК КПСС (1981—1989).
Депутат ВС РСФСР ряда созывов от Свердловской области.
С 1989 года на пенсии (в результате «чистки» М. С. Горбачёвым ЦК партии в апреле 1989 года).
Умер 18 апреля 2002 года. Похоронен в Москве на Кунцевском кладбище (новая территория, уч. 10).

## Оценки современников
В. С. Черномырдин вспоминал о нём: «Строгий человек, немногословный, решительный. Его называли „совесть ЦК“. Никогда ни перед кем не гнулся, своё мнение имел, специалист был первоклассный».
«Он был искренне предан идеалам своего времени, служил им верно и бескорыстно до конца своей жизни», — отмечал журнал «Газовая промышленность» в статье к 100-летию И. П. Ястребова.

## Награды и премии
- Сталинская премия третьей степени (1943) — за коренное усовершенствование технологии производства СИЗ бойцов РККА (за каску СШ-40)[6]. (Премию полностью передал на создание оборонной техники[5].)
- два ордена Ленина
- орден Октябрьской революции
- три ордена Трудового Красного Знамени
- медали